# Umaglesi Liga 2010-2011
L'Umaglesi Liga 2010-2011 è stata la ventiduesima edizione della massima serie del campionato georgiano di calcio. La stagione è iniziata il 14 agosto 2010 e si è conclusa il 22 maggio 2011. Il Zest'aponi ha vinto il campionato per la prima volta nella sua storia.

## Stagione

### Novità
Dalla Umaglesi Liga 2009-2010 sono stati retrocessi il Lok’omot’ivi Tbilisi e il Gagra, mentre dalla Pirveli Liga sono stati promossi il Torpedo-2008 Kutaisi e il K'olkheti Poti. Prima dell'inizio del campionato il Torpedo-2008 Kutaisi ha cambiato denominazione in Torpedo Kutaisi.

### Formula
Le 10 squadre partecipanti si sono affrontate in un doppio girone all'italiana  con doppie partite di andata e ritorno, per un totale di 36 giornate. La squadra prima classificata è stata dichiarata campione di Georgia ed ammessa al secondo turno preliminare della UEFA Champions League 2011-2012. La seconda e la terza classificata venivano ammesse al primo turno preliminare della UEFA Europa League 2011-2012. Se la squadra vincitrice della coppa nazionale, ammessa al secondo turno preliminare della UEFA Europa League 2011-2012, si classificava al secondo o terzo posto, l'accesso al primo turno di Europa League andava a scalare. Le ultime due classificate accedevano agli spareggi promozione/retrocessione contro terza e quarta classificate in Pirveli Liga per due posti in massima serie.

## Squadre partecipanti
| Club                | Città      | Stagione 2009-2010                                   |
| ------------------- | ---------- | ---------------------------------------------------- |
| Baia Zugdidi        | Zugdidi    | 8º posto in Umaglesi Liga                            |
| Dinamo Tbilisi      | Tbilisi    | 2º posto in Umaglesi Liga                            |
| K'olkheti Poti      | Poti       | 2º posto in Pirveli Liga                             |
| Olimpi Rustavi      | Rustavi    | Campione di Georgia                                  |
| Samt'redia          | Samtredia  | 7º posto in Umaglesi Liga                            |
| Sioni Bolnisi       | Bolnisi    | 6º posto in Umaglesi Liga                            |
| Spartaki-Tskhinvali | Tskhinvali | 5º posto in Umaglesi Liga                            |
| T'orp'edo Kutaisi   | Kutaisi    | 1º posto in Pirveli Liga (come Torpedo-2008 Kutaisi) |
| WIT Georgia         | Tbilisi    | 4º posto in Umaglesi Liga                            |
| Zest'aponi          | Zestaponi  | 3º posto in Umaglesi Liga                            |

## Classifica finale
|  | Pos. | Squadra             | Pt | G  | V  | N  | P  | GF | GS | DR  |
|  | ---- | ------------------- | -- | -- | -- | -- | -- | -- | -- | --- |
|  | 1.   | Zest'aponi          | 78 | 36 | 24 | 6  | 6  | 72 | 19 | +53 |
|  | 2.   | Dinamo Tbilisi      | 72 | 36 | 21 | 9  | 6  | 55 | 22 | +33 |
|  | 3.   | Olimpi Rustavi      | 66 | 36 | 20 | 6  | 10 | 52 | 31 | +21 |
|  | 4.   | T'orp'edo Kutaisi   | 55 | 36 | 14 | 13 | 9  | 31 | 22 | +9  |
|  | 5.   | WIT Georgia         | 48 | 36 | 14 | 6  | 16 | 35 | 41 | -6  |
|  | 6.   | Baia Zugdidi        | 44 | 36 | 13 | 5  | 18 | 36 | 51 | -15 |
|  | 7.   | K'olkheti Poti      | 40 | 36 | 10 | 10 | 16 | 25 | 47 | -22 |
|  | 8.   | Sioni Bolnisi       | 39 | 36 | 10 | 9  | 17 | 27 | 45 | -18 |
|  | 9.   | Spartaki-Tskhinvali | 32 | 36 | 7  | 11 | 18 | 32 | 42 | -10 |
|  | 10.  | Samt'redia          | 25 | 36 | 6  | 7  | 23 | 27 | 72 | -45 |

Legenda:
      Campione di Georgia e ammessa alla UEFA Champions League 2011-2012
      Ammesse alla UEFA Europa League 2011-2012
 Ammessa agli spareggi promozione/retrocessione
      Retrocesse in Pirveli Liga 2011-2012
Note:
Tre punti a vittoria, uno a pareggio, zero a sconfitta.

## Risultati

### Partite (1-18)
|                     | Bai  | DiT  | Kol  | Oli  | Sam  | Sio  | Spa  | Tor  | WIT  | Zes  |
| ------------------- | ---- | ---- | ---- | ---- | ---- | ---- | ---- | ---- | ---- | ---- |
| Baia Zugdidi        | –––– | 0-0  | 2-1  | 0-1  | 3-1  | 2-2  | 1-1  | 1-0  | 1-0  | 2-1  |
| Dinamo Tbilisi      | 0-0  | –––– | 5-0  | 1-1  | 3-2  | 2-0  | 1-0  | 1-0  | 2-0  | 2-1  |
| K'olkheti Poti      | 1-0  | 1-3  | –––– | 5-1  | 1-0  | 0-0  | 1-0  | 0-1  | 2-0  | 0-2  |
| Olimpi Rustavi      | 2-0  | 1-0  | 2-0  | –––– | 3-0  | 3-1  | 2-0  | 0-0  | 2-1  | 1-0  |
| Samt'redia          | 3-1  | 1-0  | 1-1  | 1-1  | –––– | 0-1  | 1-0  | 1-0  | 1-0  | 1-3  |
| Sioni Bolnisi       | 1-3  | 1-0  | 0-0  | 2-1  | 1-0  | –––– | 2-0  | 0-0  | 0-0  | 1-3  |
| Spartaki Tskhinvali | 2-0  | 0-0  | 4-0  | 2-3  | 2-2  | 3-0  | –––– | 1-2  | 1-2  | 1-1  |
| Torpedo Kutaisi     | 1-0  | 1-1  | 0-0  | 1-1  | 0-0  | 0-0  | 1-0  | –––– | 0-1  | 1-0  |
| WIT Georgia         | 2-1  | 0-1  | 5-1  | 0-4  | 4-2  | 1-0  | 0-1  | 1-0  | –––– | 0-2  |
| Zest'aponi          | 6-1  | 0-1  | 2-0  | 1-0  | 7-0  | 4-0  | 4-0  | 2-1  | 3-0  | –––– |

### Partite (19-36)
|                     | Bai  | DiT  | Kol  | Oli  | Sam  | Sio  | Spa  | Tor  | WIT  | Zes  |
| ------------------- | ---- | ---- | ---- | ---- | ---- | ---- | ---- | ---- | ---- | ---- |
| Baia Zugdidi        | –––– | 1-2  | 1-0  | 3-1  | 4-1  | 1-0  | 2-0  | 1-0  | 1-0  | 1-3  |
| Dinamo Tbilisi      | 2-1  | –––– | 4-2  | 2-0  | 7-1  | 1-0  | 1-1  | 1-2  | 1-1  | 0-0  |
| K'olkheti Poti      | 2-1  | 0-2  | –––– | 0-0  | 2-1  | 1-0  | 0-0  | 1-1  | 0-2  | 1-4  |
| Olimpi Rustavi      | 2-0  | 1-0  | 0-1  | –––– | 4-0  | 2-1  | 1-0  | 1-1  | 2-1  | 1-2  |
| Samt'redia          | 3-0  | 1-2  | 0-0  | 0-4  | –––– | 1-1  | 0-0  | 0-1  | 0-1  | 0-1  |
| Sioni Bolnisi       | 1-0  | 0-2  | 2-0  | 1-0  | 5-0  | –––– | 1-1  | 1-4  | 1-2  | 1-0  |
| Spartaki Tskhinvali | 3-0  | 1-3  | 0-0  | 0-2  | 1-0  | 3-0  | –––– | 2-2  | 0-1  | 1-2  |
| Torpedo Kutaisi     | 2-0  | 0-0  | 1-0  | 2-1  | 2-1  | 2-0  | 1-0  | –––– | 0-0  | 0-0  |
| WIT Georgia         | 1-1  | 0-2  | 0-1  | 0-1  | 2-0  | 3-0  | 1-1  | 2-1  | –––– | 1-1  |
| Zest'aponi          | 3-0  | 1-0  | 0-0  | 2-0  | 4-1  | 0-0  | 2-0  | 1-0  | 4-0  | –––– |

## Spareggi promozione/retrocessione
Agli spareggi sono stati ammessi lo Spartaki-Tskhinvali e il Samt'redia, nono e decimo classificati in Umaglesi Liga, e il Dila Gori e il Chikhura Sachkhere, terzo e quinto classificati in Pirveli Liga. Le due vincenti sono state ammesse alla Umaglesi Liga 2011-2012.
|                 | Risultati |                     | Luogo e data            |
| --------------- | --------- | ------------------- | ----------------------- |
| Chik. Sachkhere | 1 - 2     | Spartaki-Tskhinvali | Tbilisi, 29 maggio 2011 |
| Dila Gori       | 2 - 0     | Samt'redia          | Tbilisi, 30 maggio 2011 |
|                 |           |                     |                         |

## Statistiche

### Classifica marcatori
| Gol |  |  | Giocatore               | Squadra                                  |
| --- |  |  | ----------------------- | ---------------------------------------- |
| 18  |  |  | Nikoloz Gelashvili      | Zest'aponi                               |
| 16  |  |  | Irakli Modebadze        | Olimpi Rustavi                           |
| 13  |  |  | Giorgi Megreladze       | T'orp'edo Kutaisi                        |
| 13  |  |  | Rati Tsinamdzgvrishvili | Zest'aponi                               |
| 12  |  |  | Jaba Dvali              | Zest'aponi                               |
| 8   |  |  | Aleksandre Koshkadze    | Dinamo Tbilisi                           |
| 8   |  |  | Levan Khmaladze         | Dinamo Tbilisi                           |
| 7   |  |  | Giga Bechvaia           | WIT Georgia                              |
| 7   |  |  | Irakli Ekhvaia          | Baia Zugdidi                             |
| 7   |  |  | Revaz Gotsiridze        | T'orp'edo Kutaisi (5), Sioni Bolnisi (2) |
| 7   |  |  | Irakli Kobalia          | Baia Zugdidi                             |
| 7   |  |  | Zviad Metreveli         | Spartaki-Tskhinvali                      |